# Stenomeris borneensis
Stenomeris borneensis är en enhjärtbladig växtart som beskrevs av Daniel Oliver. Stenomeris borneensis ingår i släktet Stenomeris och familjen Dioscoreaceae. Inga underarter finns listade i Catalogue of Life.